# ويكيبيديا المقدونية
ويكيبيديا المقدونية (بالمقدونية:Македонска Википедија) هي السخة نالمقدونية من موسوعة ويكيبيديا، أطلقت في سبتمبر 2003 وصل عدد مقالاتها إلى 41,581 وعدد مستخدميها 20,662 في 17 فبراير 2010.

## مسار التقدم
- وصل عدد مقالاتها في 17 فبراير 2010 إلى 41,581 مقالة.
- 16 سبتمبر 2010، عدد المقالات 41,762.

## الإحصائيات
| عدد المستخدمين المسجلين | عدد المستخدمين النشيطين | عدد المقالات | صفحات المحتوى | عدد التعديلات | عدد الملفات المرفوعة | عدد الإداريين |
| ----------------------- | ----------------------- | ------------ | ------------- | ------------- | -------------------- | ------------- |
| 123٬096                 | 225                     | 152٬496      | 582٬156       | 5٬357٬818     | 9٬606                | 12            |

## القراءة
| \| القراءة 31 سبتمبر 2018 - يناير 2019[3] \| القراءة 31 سبتمبر 2018 - يناير 2019[3] \| القراءة 31 سبتمبر 2018 - يناير 2019[3] \| القراءة 31 سبتمبر 2018 - يناير 2019[3] \| القراءة 31 سبتمبر 2018 - يناير 2019[3] \| \| -------------------------------------- \| -------------------------------------- \| -------------------------------------- \| -------------------------------------- \| -------------------------------------- \| \| \| \| \| \| \| \| مقدونيا \| مقدونيا \| \| 63.4% \| 63.4% \| \| الصين \| الصين \| \| 19.7% \| 19.7% \| \| ألمانيا \| ألمانيا \| \| 4.7% \| 4.7% \| \| الولايات المتحدة \| الولايات المتحدة \| \| 3.7% \| 3.7% \| \| فرنسا \| فرنسا \| \| 3.4% \| 3.4% \| \| هولندا \| هولندا \| \| 1.1% \| 1.1% \| \| كندا \| كندا \| \| 1.0% \| 1.0% \| \| آخر \| آخر \| \| 3.0% \| 3.0% \| |                  |  |       |       |
| القراءة 31 سبتمبر 2018 - يناير 2019 |                  |  |       |       |
| |                  |  |       |       |
| مقدونيا | مقدونيا          |  | 63.4% | 63.4% |
| الصين | الصين            |  | 19.7% | 19.7% |
| ألمانيا | ألمانيا          |  | 4.7%  | 4.7%  |
| الولايات المتحدة | الولايات المتحدة |  | 3.7%  | 3.7%  |
| فرنسا | فرنسا            |  | 3.4%  | 3.4%  |
| هولندا | هولندا           |  | 1.1%  | 1.1%  |
| كندا | كندا             |  | 1.0%  | 1.0%  |
| آخر | آخر              |  | 3.0%  | 3.0%  |